# Castel Volturno
Castel Volturno é uma comuna italiana da região da Campania, província de Caserta, com cerca de 18654 habitantes. Estende-se por uma área de 72 km², tendo uma densidade populacional de 259 hab/km². Faz fronteira com Cancello ed Arnone, Giugliano in Campania (NA), Mondragone, Villa Literno.
Era conhecida como Volturno (em latim: Volturnum) durante o período romano.

## Demografia
| Variação demográfica do município entre 1861 e 2011                               |
|                                                                                   |
| Fonte: Istituto Nazionale di Statistica (ISTAT) - Elaboração gráfica da Wikipedia |